# Homberg
Homberg es una comuna suiza del cantón de Berna, situada en el distrito administrativo de Thun. Limita al norte con las comunas de Fahrni y Unterlangenegg, al este con Horrenbach-Buchen y Teuffenthal, al sur con Heiligenschwendi y Thun, y al oeste con Schwendibach y Steffisburg.
Hasta el 31 de diciembre de 2009 situada en el distrito de Thun.